# Objaw Babińskiego

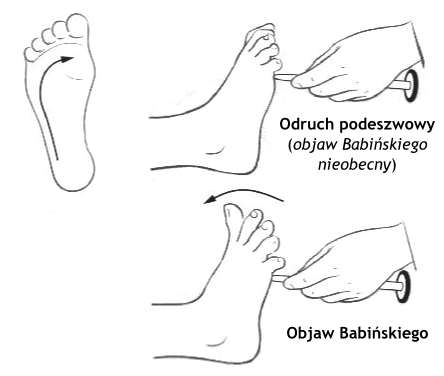
Wywoływanie objawu Babińskiego

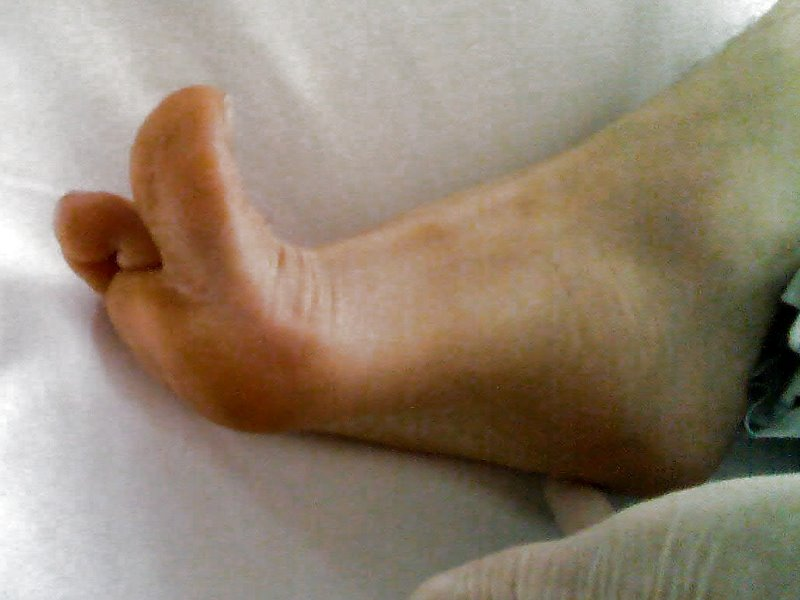
Objaw Babińskiego

Objaw Babińskiego (ang. Babinski sign, Babinski reflex, Babinski phenoemenon) – jeden z podstawowych objawów sprawdzanych podczas badania neurologicznego.
Polega na odruchowym wyprostowaniu palucha z jego zgięciem grzbietowym w trakcie drażnienia skóry boczno-dolnej powierzchni stopy.
Może mu towarzyszyć zgięcie podeszwowe pozostałych palców stopy, zgięcie podeszwowe pozostałych palców z ich wachlarzowym odwiedzeniem („objaw wachlarza” = „signe d’éventail”) albo zgięcie kończyny dolnej w 3 stawach („potrójne zgięcie”, odruch obronny, odruch ucieczki).
Występuje jako objaw fizjologiczny do 2. roku życia, po tym czasie jest traktowany jako patologiczny i świadczy o uszkodzeniu drogi korowo-rdzeniowej.
Józef Babiński, francuski neurolog polskiego pochodzenia, opisał ten objaw w roku 1896.